# Església de Savane
L'església de Savane o església de Sant Jordi de Savane (en georgià: სავანის წმინდა გიორგის ეკლესია) és una església ortodoxa georgiana del segle xi situada a la regió d'Imerècia, a Geòrgia. Amb planta de basílica d'una única nau va ser construïda el 1046; l'església té proporcions harmonioses, iconòstasi ornamentat i exquisits detalls decoratius de maçoneria a les façanes exteriors. Està inscrita en la llista de Monuments Culturals destacats de Geòrgia.

## Història
L'església de Savane es troba sobre un pujol al marge esquerre del riu Qvirila, afluent del Rioni, al centre del poble del mateix nom, al districte de Sachkhere, Imerècia. El príncep Vakhushti, en la seva Descripció del Regne de Geòrgia escrita el 1745, va afirmar erròniament que l'església, amb el seu iconòstasi, va ser excavada en una única roca. Aquesta errada va ser repetida per l'historiador Marie-Félicité Brosset, que va confiar en la informació proporcionada per Dimitri Meghvinet-Ukhutsesi. Al 1920, l'església va ser estudiada en detall per l'historiador georgià Ekvtime Taqaishvili.

## Descripció

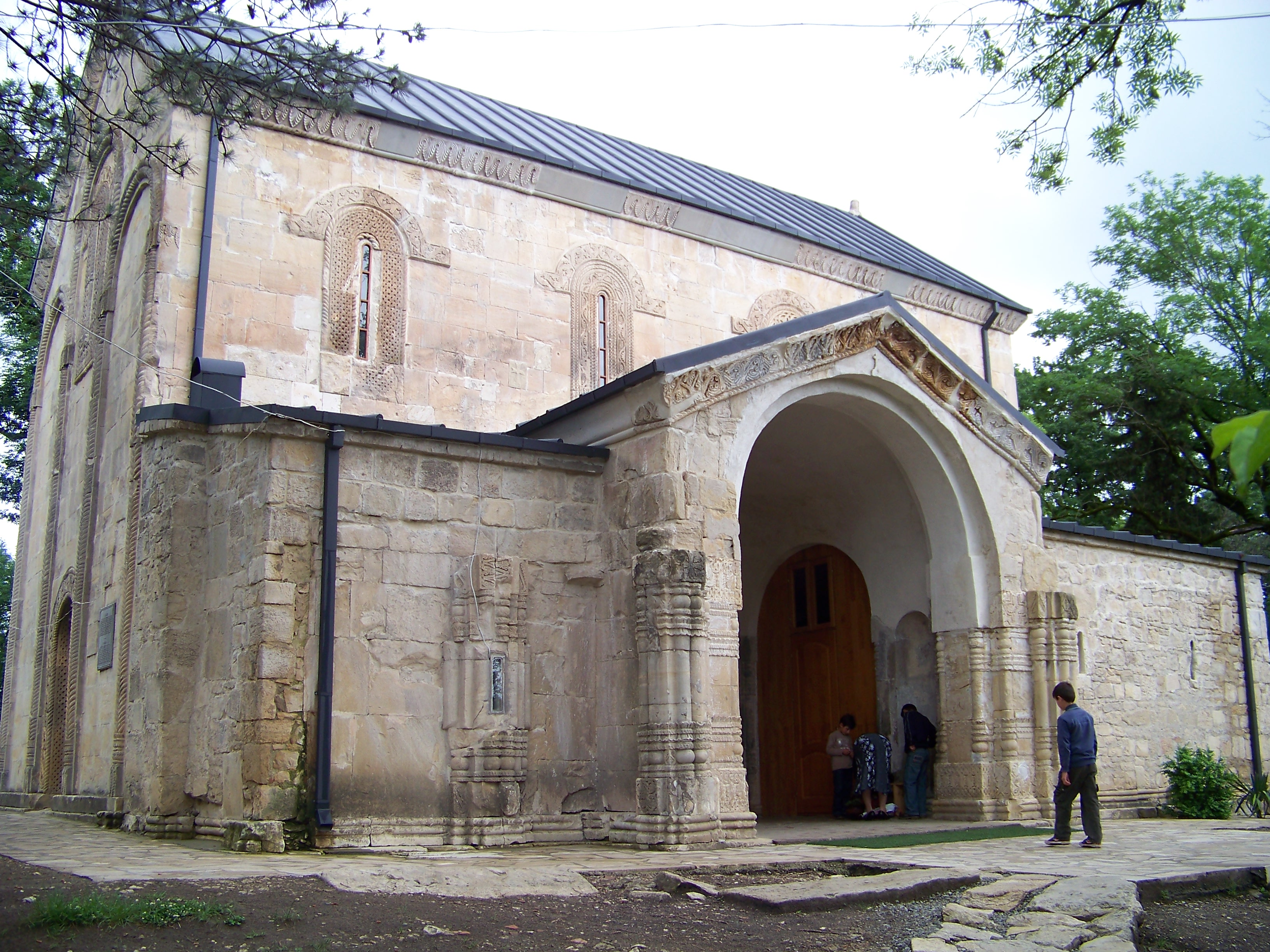
Façana sud de l'església

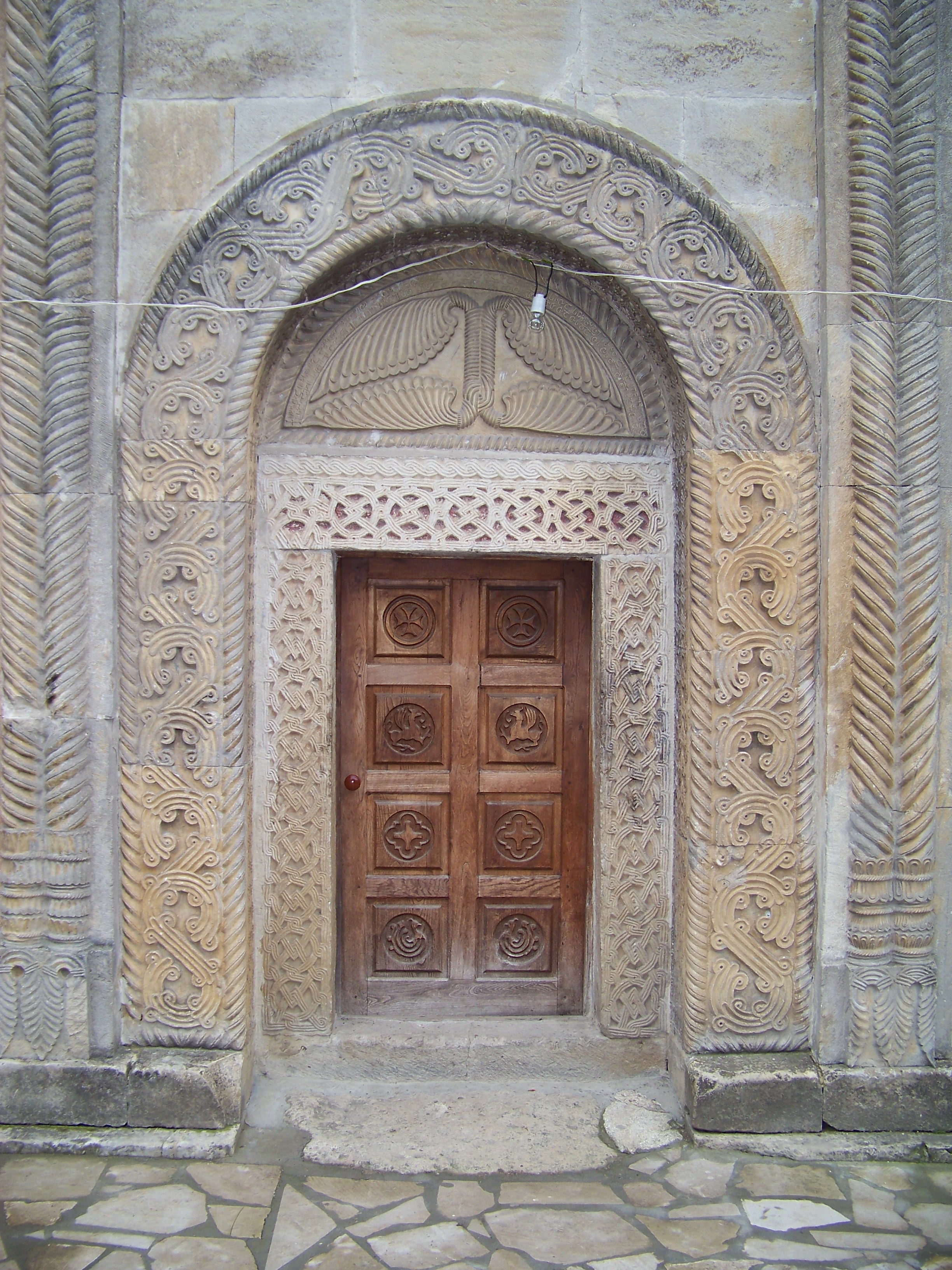
Porta de la façana oest

L'església de Savane, dedicada a Sant Jordi, és una basílica d'una única nau, feta de pedres groguenques curosament tallades. És rectangular en la seva planta i externament fa 15,9 × 14,5 m, inclòs el porxo. L'interior està cobert amb una volta de canó amb quatre arcs de suport. A l'absis principal n'hi ha, a ambdós costats, dues cavitats altes i profundes que representen les pastofòries: a l'esquerra, anomenada pròtesi, es conserven les ofrenes dels fidels, mentre que a la de la dreta, anomenada diacònicon, s'hi custodien els calzes i objectes litúrgics.
L'iconòstasi és una estructura alta, amb una cornisa amb osques i dividida en dues parts; la inferior anteriorment tenia la forma d'una paret compacta, feta de lloses de pedra picada, amb porta reial al mig, però més tard es van fer portes al nord i sud. La part superior, feta d'estuc, consta de tres arcs de cinc fulles amb cims en forma de trèvol, que descansen sobre quatre columnes tallades. L'interior de l'església està emblanquinat, i no hi ha rastres de pintures. L'església està il·luminada amb cinc finestres, una a l'est i oest, i tres al sud. Les portes es troben a l'oest i al sud. Posteriorment, no abans del segle XIV-XV, es va construir un porxo davant la porta sud amb columnes complexes, col·locades en grup, amb capitells i bases tallades; probablement en una data posterior, es van agregar cambres separades al porxo a l'est i oest.
Les façanes de l'església estan ricament ornamentades. S'inclouen cornises tallades, amb osques, marcs de finestres i portes adornats amb talles de treball entrellaçat georgià i timpans també decorats amb talles. La façana sud està parcialment desfeta per la posterior addició d'un porxo amb les seves cambres laterals. Sobre el porxo n'hi ha un petit campanar construït en el segle xix.

### Inscripcions
Hi ha diverses inscripcions gravades a les parets. A la façana sud, a l'esquerra de la finestra, sota l'arquivolta, s'afirma que Jordi, eristhavt-eristhavi ('duc de ducs'), va construir l'església amb l'ajut de la comunitat de Savane: «En nom de Déu jo, Jordi, eristavt-eristhavi, he escrit això i he donat la meitat d'aquesta església a la comunitat de Savane. Quan vaig començar a construir l'església, em van ajudar amb el treball, amb els diners, amb totes les coses. Que Déu els doni un ús feliç, pels segles dels segles». Una altra inscripció, al timpà occidental, confirma que l'església de Savane va ser construïda per Jordi el 1046, en el regnat del rei Bagrat IV de Geòrgia (1027-1072).